# Памятник Горькому (Москва, Поварская улица)
Памятник Максиму Горькому на Поварской улице — памятник классику русской литературы Максиму Горькому перед зданием Института мировой литературы его имени (ИМЛИ РАН) на Поварской улице в Москве.
Институт размещается в особняке князя Гагарина, страстного коннозаводчика, который был вынужден продать здание, не дожидаясь даже окончания стройки, после чего оно, прежде чем достаться литераторам, на протяжении почти ста лет было связаны с лошадьми и кавалерией. Несмотря на кавалерийскую репутацию, сегодня это тихий и скромный особняк, стоящий с отступом от улицы в глубине двора (двор огорожен, но проход в калитку свободный). Памятник расположен непосредственно перед зданием, с Поварской улицы его хорошо видно. Около памятника имеется несколько скамеек. 
Памятник открыт 11 января 1956 года. Его авторы — скульптор Вера Мухина и архитектор Александр Заварзин. Работа над памятником велась Верой Мухиной одновременно с работой над памятником Горькому на Тверской. Памятник практически идентичен памятнику Горькому в Нижнем Новгороде, созданному Верой Мухиной в те же годы, но производит гораздо более камерное впечатление, поскольку установлен в тихом дворе на фоне старинного ампирного дома, на невысоком, лишь слегка возвышающим его над землёй постаменте.
Горький изображён в народной одежде, стоящим в полный рост, его пальто как будто бы развевает ветер. Памятник выполнен энергично и красиво, однако более чем скромное расположение лишает его той возможности произвести на зрителя впечатление, которым пользуется нижегородский монумент.
Наряду с памятником Горькому, на Поварской улице установлены также памятники писателям Льву Толстому и Ивану Бунину.